# Punta Lefèvre-Utile
Punta Lefèvre-Utile è un punto a 1 miglio nautico a ovest di punta Curie, lungo il lato nord dell'isola Doumer nell'arcipelago di Palmer in Antartide. Fu scoperta e così nominato dalla prima spedizione francese in Antartide (1903–1905) guidata da Jean-Baptiste Charcot.